# Sant Martí de Claret
Sant Martí és una església del municipi de Sant Mateu de Bages (Bages) inclosa en l'Inventari del Patrimoni Arquitectònic de Catalunya.

## Descripció
És un edifici religiós, una ermita situada a uns 200 metres de la masia Claret de la Serra, dalt d'un turó. És un edifici de pedra de construcció antiga datada, a la llinda de la porta, el 1886. Té una nau de 16,15 m x 3,05 m i un absis llis de 3,30 m de fons per 2,5 d'ample. La façana és llisa, amb una porta amb arc deprimit còncau i un òcul a sobre del qual hi ha un arc de descàrrega; acaba amb un campanar d'espadanya simple. Coberta de teula sobre volta de pedra.
Bon estat de conservació, està arrebossada en algunes parts de l'exterior, i enguixada en l'interior. Utilització de carreus molt regulars.
La carretera que hi mena surt del km 6,2 de la BV-3002 de Valls de Torroella a Salo.